# 千葉市都市緑化植物園
千葉市都市緑化植物園（ちばしとしりょくかしょくぶつえん）は、千葉県千葉市中央区にある都市緑化植物園。

## 概要

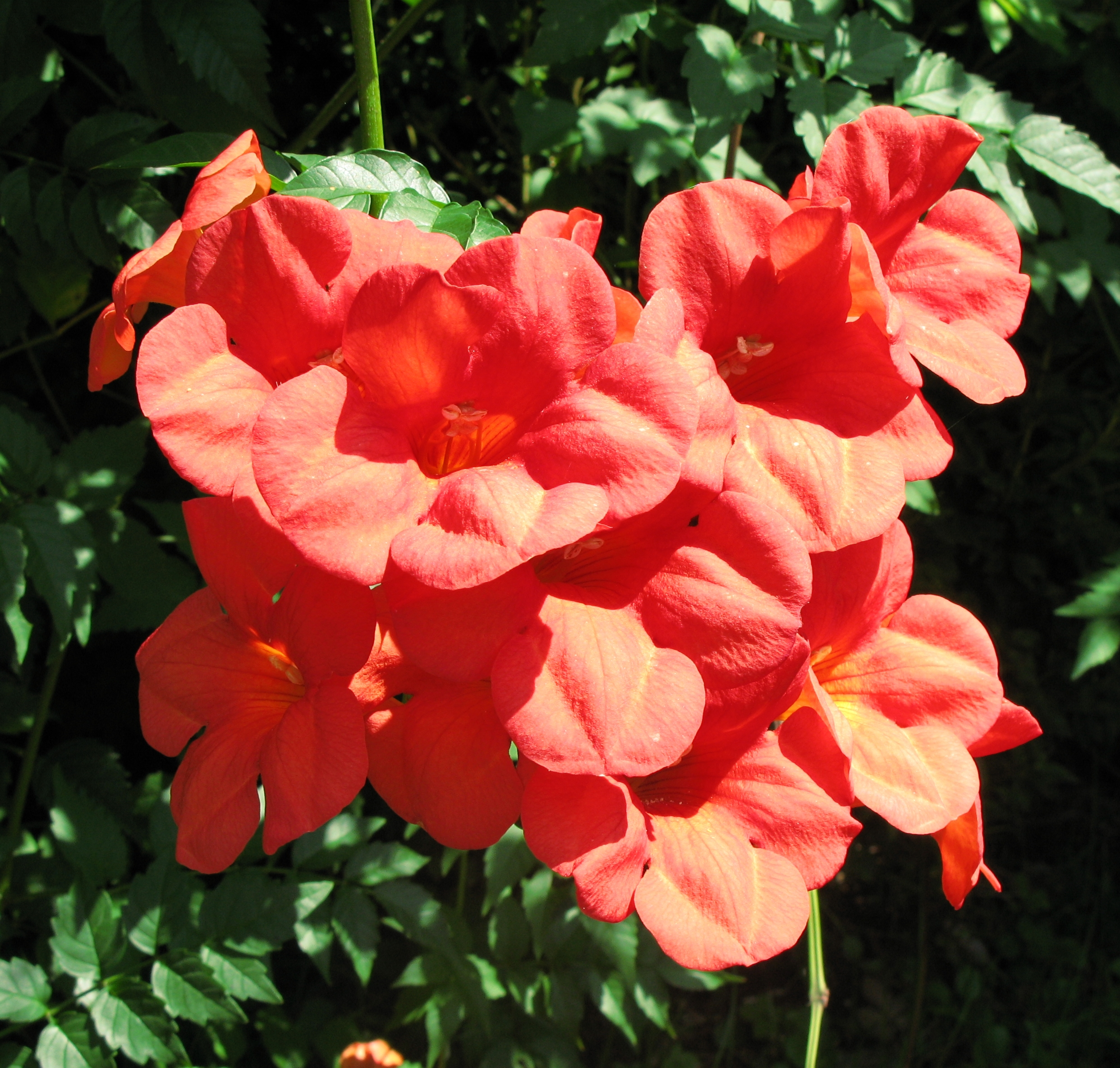
アメリカノウゼンカズラ

緑化活動の拠点として花木、生垣、潅木などの各種見本園を備え、34,100平方メートルの敷地に97科472種の植物が植栽され観賞できる植物園である。入場料無料の施設。
緑化に係る指導相談の実施、講習会及び展示会の開催を通じて、都市緑化に関する知識の啓発及び普及を行い、緑化の推進を図ることを目的として1981年（昭和56年）に開園。
バラ園、花木見本園、生垣見本園などがある。バラ約190種1400株、ハーブ約60種、シダ約75種、野草約130種など、多くの植物が植栽されている。
講座や展示会も開かれ「みどりの相談室」には、専門の相談員が緑化に関する相談を行っている。花の写真撮影講座・庭園講座・バラ管理講座など。また、多くのボランティアグループが活動し、市民と協働で植物調査、各種講座や野外観察の補助など、管理運営を行っている。
- 菊づくり市民の会
- 庭づくりグループ
- バラ作り市民の会
- 千葉ハーブソサエティー
- 千葉市盆栽同好会
- 写真同好会 フォトサークル写童
- 水辺の植物同好会
- みどりの協力隊リーブス

バラ展、盆栽展、ハｰブ展、菊花展、季節の花写真展示など様々な展覧会も実施している。

## 施設
園内には様々な見本園を備えている。

### 見本園
- 園芸実習園
- バラ園（約190種1400株）
- ハーブ園（約60種）
- シダ園（約75種）
- 野草園（約130種）
- 花木見本園（庭木）
- 生垣見本園
- 日本庭園見本園
- 灌木見本園（低木）
- 郷土樹木園（千葉市周辺の樹木）
- 湿生植物園（絶滅危惧種の水草）
- 温室（観葉植物・熱帯植物）

### 基本情報
- 入場料：無料

| 施設名         | 千葉市都市緑化植物園                                            |
| 所在地         | 千葉県千葉市中央区星久喜町278                                   |
| 営業時間       | - 9時00分〜17時00分 - みどりの相談受付時間：9時30分から16時30分 |
| 定休日/休業日  | - 月曜日（祝日の場合は翌日） - 年末年始（12月29日〜1月3日）     |
| 駐車場         | 普通車台数40台（無料）                                          |
| 施設オプション | トイレ設備あり                                                  |

### バリアフリー
園内はバリアフリー化されており、設備的には段差や傾斜などがほぼ解消され車椅子での利用が十分に配慮されている。
- みどりの相談所はスロープが設置され入口は自動ドア
- 多目的トイレ（みどりの相談所内1カ所）
- 洋式トイレ（みどりの相談所内男女トイレ各1カ所）
- 車イスの貸出（2台）
- AED設置（管理事務所内）
- 筆談対応可能
- 盲導犬、介助犬、聴導犬の同伴可能（みどりの相談所を含む園内全て）

## 交通

### 公共交通機関

#### 鉄道
- 京成電鉄千原線 大森台駅から徒歩約30分

#### バス
- 千葉中央バス・小湊バス（共同運行）
  - 松ヶ丘線：千葉駅（JR、京成、モノレール） - 大和橋 - 病院下 - 矢作 - 北星久喜 - 緑化植物園入口 - 松ヶ丘十字路 - 宮崎台 - 蘇我駅東口（JR）

### 自動車

#### 高速道路
- 首都高速7号小松川線・京葉道路 松ヶ丘インターチェンジ、貝塚インターチェンジ
- 千葉東金道路 千葉東インターチェンジ

#### 一般道路
- 国道16号沿い

#### 駐車場
- 無料駐車場有（普通約40台）

## 周辺
- 都川
- 青葉の森公園
- 都川水の里公園
- 千葉大学亥鼻キャンパス・附属病院
- 千葉寺
- 千葉県立図書館
- 千葉県文化会館